# Cantone di Guichen
Il Cantone di Guichen è una divisione amministrativa dell'arrondissement di Redon.
A seguito della riforma approvata con decreto del 18 febbraio 2014, che ha avuto attuazione dopo le elezioni dipartimentali del 2015, è passato da 8 a 16 comuni.

## Composizione
Gli 8 comuni facenti parte prima della riforma del 2014 erano:
- Baulon
- Bourg-des-Comptes
- Goven
- Guichen
- Guignen
- Laillé
- Lassy
- Saint-Senoux

Dal 2015 i comuni appartenenti al cantone sono i seguenti 16:
- Baulon
- Bourg-des-Comptes
- Bovel
- Les Brulais
- Campel
- La Chapelle-Bouëxic
- Comblessac
- Goven
- Guichen
- Guignen
- Lassy
- Loutehel
- Maure-de-Bretagne
- Mernel
- Saint-Séglin
- Saint-Senoux